# دوگوک-دونگ
دوگوک-دونگ (به لاتین: Dogok-dong) یک منطقهٔ مسکونی در کره جنوبی است که در ناحیه گانگنام واقع شده‌است.